# Paweł Cieplak
Paweł Cieplak (ur. 29 czerwca 1966 w Warszawie) – polski dyplomata, ambasador RP w Kazachstanie (2007–2010) oraz w Armenii (2018–2023).

## Życiorys
Absolwent historii na Uniwersytecie Warszawskim (1992). Był członkiem „Towarzystwa Pomost”. Przebywał na stypendium MSZ RP ze stosunków międzynarodowych w Instytucie Hoovera na Uniwersytecie Stanforda (1992) oraz ukończył szkolenie z zakresu Unii Europejskiej w Kolegium Europejskim w Łodzi (2002).
W 1991 podjął pracę w dyplomacji. Pracował w Ministerstwie Spraw Zagranicznych (m.in. w Departamencie Polityki Wschodniej) oraz na placówkach zagranicznych na Łotwie (1996–1998) i na Litwie (1998–2001, 2005–2007), na obu także jako chargé d’affaires. Od października 2001 do sierpnia 2005 był radcą w Departamencie Europy Środkowej i Południowej MSZ. Od 2007 pełnił funkcję ambasadora RP w Kazachstanie, z akredytacją na Kirgistan. Ze stanowiska został odwołany 1 września 2010. W latach 2011–2017 pracował w Departamentach: Wschodnim oraz Współpracy z Polonią i Polakami za Granicą, w tym na stanowisku naczelnika. Na początku 2018 został ambasadorem RP w Armenii. 8 lutego 2018 złożył listy uwierzytelniające na ręce Prezydenta Armenii Serża Sarkisjana. Zakończył kadencję 30 kwietnia 2023.
Odznaczony Krzyżem Oficerskim Orderu Wielkiego Księcia Giedymina (Litwa, 1999) oraz Medalem 100-lecia Odzyskania Niepodległości.